# Chelonus conformis
Chelonus conformis är en stekelart som beskrevs av Mccomb 1968. Chelonus conformis ingår i släktet Chelonus och familjen bracksteklar. Inga underarter finns listade i Catalogue of Life.